# Barry Allen
The Flash (Barry Allen) es un superhéroe que aparece en los cómics estadounidenses publicados por DC Comics. Es el segundo personaje conocido como Flash, siguiendo a Jay Garrick. El personaje apareció por primera vez en Showcase #4 (octubre de 1956), creado por el escritor Robert Kanigher y el dibujante Carmine Infantino.
Al igual que otros héroes que pasan por Flash, Barry es un "velocista", con poderes que se derivan principalmente de su velocidad sobrehumana. Viste un traje rojo y dorado distintivo tratado para resistir la fricción y el viento, tradicionalmente guardando el traje comprimido dentro de un anillo. Originalmente creado como una reinvención del popular superhéroe The Flash (Jay Garrick) de la década de 1940, el éxito del cómic Flash de Barry Allen ayudó a generar la Edad de plata de las historietas y contribuyó a un gran crecimiento en el establo de ciencia ficción de DC Comics, cómics y personajes. Durante los primeros volúmenes populares como Flash, Barry estableció su propia galería de villanos coloridos y conceptos de ciencia ficción como Fuerza de la Velocidad. A través de cruces con personajes populares como Superman, Wonder Woman y Batman, Flash de Barry Allen también ayudó a establecer el título insignia de la Liga de la Justicia de DC, cuyo éxito definiría su estrategia de publicación en las próximas décadas.
Las historias clásicas de Barry Allen introdujeron el concepto de Multiverso en DC Comics, y este concepto jugó un papel importante en los diversos reinicios de continuidad de DC a lo largo de los años. El Flash siempre ha tenido un papel importante en las principales historias de reinicio de toda la compañía de DC, y en el cruce de Crisis on Infinite Earths # 8 (noviembre de 1985), Barry Allen murió salvando el Multiverso, eliminando al personaje de la alineación regular de DC por 23 años. Su regreso a los cómics regulares se anuncia durante la narrativa (y una sola imagen de un desenfoque) en la historia cruzada de Grant Morrison, Crisis final # 3 (noviembre de 2008), completamente actualizada en Geoff Johns que acompaña a The Flash: Rebirth # 1 (junio de 2009), iniciando una serie limitada de seis números. Desde entonces, ha desempeñado un papel fundamental en las historias de crossover Blackest Night (2009), Flashpoint (2011), Convergence (2015) y DC Rebirth (2016).
El personaje ha aparecido en diversas adaptaciones en otros medios. John Wesley Shipp interpretó a Barry Allen en la serie de televisión de CBS en 1990 The Flash y Grant Gustin lo interpreta en la nueva serie de The CW The Flash estrenada en 2014 y el Arrowverso. Alan Tudyk, George Eads, James Arnold Taylor, Taliesin Jaffe, Dwight Schultz, Michael Rosenbaum, Neil Patrick Harris, Justin Chambers, Christopher Gorham, Josh Keaton, Adam DeVine y otros actores han proporcionado la voz del personaje en adaptaciones de animación. En largometrajes, Ezra Miller lo interpreta en el Universo extendido de DC, comenzando con Batman v Superman: Dawn of Justice, Suicide Squad en 2016, seguido de la Liga de la Justicia del año 2017, un cameo final de la serie Peacemaker de 2022 y regresará en su propia película de 2023 The Flash.

## Historial de publicaciones
Flash (Barry Allen) apareció impreso por primera vez en Showcase #4 (octubre de 1956). El equipo creativo de Showcase #4 fue Julius Schwartz, editor; Robert Kanigher, escritor, Carmine Infantino, dibujante (ilustrador); Joe Kubert, entintador (asistente de ilustrador). Robert Kanigher está registrado diciendo que todavía considera a Gardner Fox como "el creador de The Flash" y su creación de Barry Allen es una reelaboración de ese trabajo original. Como resultado, ningún nombre es fácilmente identificable como el "creador" de The Flash (Barry Allen).
El superhéroe de Fox, "The Flash", apareció por primera vez en Flash Comics #1 en 1940. En esta historia, el hombre disfrazado (no llevaba máscara) se llamaba Jay Garrick. Aumentó su popularidad y apareció en tres títulos de cómics.
Después de la Segunda Guerra Mundial, la popularidad de los superhéroes disminuyó, lo que provocó la cancelación de muchas de las series de cómics de Flash. All-Flash se canceló en 1948 después de 32 números. Flash Comics se canceló en 1949 después de 104 números. All-Star Comics se canceló en 1951 después de 57 números, lo que marcó la última aparición de Garrick en la Edad de Oro.
La popularidad y circulación de los cómics sobre superhéroes había disminuido después de la Segunda Guerra Mundial, y los cómics sobre terror, crimen y romance ocuparon una mayor parte del mercado. Sin embargo, surgió controversia sobre los supuestos vínculos entre los cómics y la delincuencia juvenil, centrándose en particular en el crimen, el terror y ciertos elementos de los superhéroes. En 1954, los editores implementaron la Comics Code Authority para regular el contenido de los cómics.
A raíz de estos cambios, los editores comenzaron a introducir historias de superhéroes nuevamente (preferiblemente al crimen y el terror), un cambio que comenzó con la introducción de una nueva versión de The Flash in Showcase # 4 de DC Comics (octubre de 1956).
En 1956, DC Comics reinventó el personaje de Flash, dándole un nuevo traje, nombre y fondo. Este nuevo Flash, llamado Barry Allen, no tenía ninguna relación con Jay Garrick. De hecho, Garrick nunca había existido, en lo que respecta a los nuevos libros. La primera aparición de Barry Allen lo muestra leyendo una copia de Flash Comics, lamentando que Garrick fuera "solo un personaje soñado por un escritor". Los lectores dieron la bienvenida al nuevo Flash, pero aún tenían interés en el anterior.
También se presentó en este momento a Iris West, el entonces interés amoroso de Barry Allen (y luego esposa), y "Lois Lane" a su "Clark Kent". Al igual que Lois Lane, Iris West era reportera, en este caso de Picture News.
Wally West, el sobrino de Iris West, apareció por primera vez en Flash # 110 (1959), que representaba su transformación en Kid Flash, el "Robin" del "Batman" de Flash. Wally West luego se convertiría en el nuevo Flash muchos años después.
Jay Garrick hizo una aparición especial en 1961 en Flash #123 "El Flash de dos mundos". En este número, se trató a Garrick como si residiera en un universo paralelo (Tierra-Dos), lo que permitió que el personaje existiera sin ningún conflicto de continuidad con Barry Allen (que existía en Tierra-Uno), pero le permitió hacer apariciones especiales en los libros de Edad de plata.
Se mostró que Barry Allen e Iris West se casaron en 1966 en Flash # 165 "¡Un novio demasiado!".

## Biografía ficticia del personaje
Barry Allen es un científico de la policía (su trabajo fue luego cambiado a investigador forense) con una reputación de ser muy lento y con frecuencia retrasado, lo que frustra a su prometida, Iris West. En la niñez de Barry, matan a su madre y su padre es injustamente culpado. En realidad, la mató el Flash Reverso. Una noche, trabajando hasta tarde en un nuevo caso, cae un rayo y destruye una caja llena de químicos no especificados que empapan a Barry, dejándolo temporalmente inconsciente. Luego, él descubre poder correr a velocidades sobrehumanas y poseer reflejos, sentidos y curación igualmente mejorados. Más tarde usa un traje rojo, luciendo un rayo en el pecho (que recuerda al Capitán Marvel original de Fawcett Comics), se hace llamar Flash (en honor al superhéroe que él admiraba en su infancia, Jay Garrick), y se convierte en el protector y luchador contra el crimen disfrazado residente de Central City.
El capitán de la policía de Central City, joe (padre de Iris), diseñó el traje de Allen y el anillo que lo guarda mientras él está como civil. El anillo puede expulsar el traje comprimido cuando Allen la necesita, y volver a succionarlo mediante un gas especial que lo encoge. Además, Allen inventó la cinta de correr cósmica, un dispositivo que permite viajar en el tiempo con precisión y se usó en muchas historias. Allen fue recibido calurosamente por sus colegas superhéroes, hasta el punto en que casi todos los velocistas que lo suceden son comparados con él. Batman dijo una vez: "Barry es el tipo de hombre en que hubiera esperado convertirme, si mis padres no hubieran sido asesinados".

### Trajes
El traje de Barry Allen "The Flash", está guardado en un pequeño anillo; el cual al pulsar un pequeño botón al costado del mismo puede liberar el traje mediante un pequeño resorte y así puede cambiarse de ropa a una supervelocidad. Cabe destacar que el traje de Barry contiene sustancias químicas para reducir el tamaño. El futuro Barry Allen logra modificar su traje, al cual lo componen diminutos fragmentos metálicos altamente flexibles (también usó químicos desconocidos para comprimir el nuevo traje). Cuando "Flash" acciona el anillo y libera el traje, este logra adherirse al cuerpo cuando usa Speed Force, ilimitada y poderosa fuente de energía.

### Liga de la Justicia
Como se presentó en Justice League of America n.º 9, cuando la Tierra es infiltrada por guerreros extraterrestres enviados a conquistarla, algunos de los mayores héroes del mundo unen fuerzas—Allen es uno. Mientras cada superhéroe derrota a la mayoría de los invasores, todos son víctimas de un solo extraterrestre, y sólo trabajando juntos pueden derrotar al guerrero. Tras esto, ellos deciden fundar la Liga de la Justicia.
Durante los años, Barry se siente atraído por Canario Negro y Zatanna, pero nunca persigue una relación porque siente que su verdadero amor es Iris West. En uno de los cómics, se casa con ella. Allen también se convierte en un buen amigo de Linterna Verde (Hal Jordan), lo cual más tarde sería el tema de la serie limitada Flash and Green Lantern: The Brave and the Bold.
En The Flash nº123 – Flash of Two Worlds, – Allen es transportado a la Tierra-2, donde conoce a Jay Garrick, el Flash original en la continuidad de DC; se revela que las aventuras de Jay Garrick fueron hechas cómic en la Tierra-1. Esta historia inició el multiverso de DC y fue seguida en ediciones de Flash y en equipos entre la Liga de la Justicia de la Tierra-1 y la Sociedad de la Justicia de América de la Tierra-2. En la historia clásica de Flash nº179 – The Flash - Fact or Fiction? – Allen es arrojado al universo luego llamado Tierra Prima, representación de "nuestro" universo, donde busca la ayuda del editor de cómics de Flash, Julius Schwartz, para construir una caminadora cósmica y poder volver a casa. Él también halla un compañero y protegido: Wally West, sobrino de Iris, quien adquiere supervelocidad en un accidente similar al que le dio sus poderes a Allen.

### Tragedia
Con el tiempo, Barry se casó con su novia Iris, quien supo su doble identidad porque él hablaba dormido. Ella guardó el secreto, y al fin él se lo reveló por voluntad propia con la persuasión de Moreno. Al final, se supo que Iris fue enviada de niña desde el siglo 30 y adoptada.
En la década de 1980, la vida de Flash comienza a colapsar. A Iris la mata el Profesor Zoom (supervillano del siglo 25, que la amó por mucho tiempo y tenía celos de Allen), y cuando Barry se alista a casarse con otra mujer, Zoom vuelve a intentar el mismo truco. Allen lo detiene, matando a Zoom en el proceso al romper su cuello. Por desgracia, cuando Barry no puede aparecer en su propia boda, su prometida enloquece y sale de la habitación con paso sombrío y pisando fuerte.
Enjuiciado por asesinato en relación con la muerte de Zoom, Allen es declarado culpable por el jurado. Cuando un miembro del jurado, que está siendo poseído por una mente del futuro, le dice que Reverse Flash (del que Allen sabe que murió) le lavó el cerebro al jurado en el veredicto, Flash huye de su juicio. Flash es atacado por Reverse Flash, y se da cuenta de que las respuestas a este misterio, y restaurando su buen nombre, se encuentran en el futuro, por lo que el jurado utiliza un dispositivo de tiempo para enviarlas. Descubren que Abra Kadabra se disfrazó de Reverse Flash para arruinar el buen nombre de Flash. Al derrotar a Kadabra, se retira al futuro para reunirse con Iris, después de enterarse de que el espíritu de Iris se sintió atraído por el siglo 30 y se le dio un nuevo cuerpo (de hecho, fue la mente que habitaba en el jurado). El último número de The Flash termina con Flash e Iris besándose apasionadamente y la leyenda "Y vivieron felices para siempre... por un tiempo". Hay algunas referencias en el último número (The Flash # 350) a los próximos eventos y la muerte inminente de Flash.
En la controvertida historia Identity Crisis (ambientada en la continuidad posterior a la Hora Cero), se revela que Barry votó para permitir que Zatanna edite la mente del Doctor Light con cuatro de los miembros de la Liga de la Justicia seis meses tras la muerte de Iris, esencialmente lobotomizándolo. Cuando Batman descubre lo que hacía la Liga, también tienen sus recuerdos editados a pesar de la oposición de Green Arrow. Tanto el Doctor Light como Batman finalmente se recuperarían de su limpieza mental, lo que haría al Doctor Light vengarse de todos los héroes y la desconfianza de Batman hacia sus aliados.

### Crisis en Tierras Infinitas
Después del juicio, Allen se retira y se une a Iris en el siglo 30. Luego de pocas semanas de felicidad, interviene la Crisis en Tierras Infinitas, y Allen es capturado por el Anti-Monitor y llevado a 1985; Según el Anti-Monitor, Flash era el único capaz de viajar a otros universos a voluntad, por lo que el Anti-Monitor no podía permitirle permanecer libre. Allen escapa y frustra el plan del Anti-Monitor para destruir la Tierra con un cañón antimateria, creando un vórtice de velocidad para atraer el poder, pero muere en el proceso cuando el poder se vuelve demasiado para su cuerpo. Se ha dicho que Allen viaja por el tiempo y se convierte en el mismo rayo que le da sus poderes, pero luego también se insinúa fuertemente que el alma de Barry reside en Fuerza de la Velocidad, la fuente mística y Valhalla abierta a todos los muertos velocistas, y de la cual los vivos extraen sus asombrosos poderes. Después de la muerte de Allen, Kid Flash (Wally West, su sobrino y compañero), toma el manto de Flash.

#### Después de la muerte
Marv Wolfman, guionista de Crisis on Infinite Earths, ha declarado repetidamente (insinuado por primera vez en su introducción a la tapa dura de la edición original de Crisis) y luego lo explicó todo en su sitio web, que dejó un vacío en el guion en que Barry Allen Flash podría ser reintroducido, sin retcon, en la continuidad del Universo DC. Esta escapatoria permitiría a un escritor sacar a Barry de su desesperada carrera para aniquilar el cañón antimateria. Pero Barry sabría que un día debe terminar su carrera de la muerte, y estaría más decidido a usar su velocidad para ayudar a otros.
También debe notarse que la forma en que Barry Allen parecía haber "muerto" en Crisis en Tierras Infinitas, fue que corrió tan rápido que fue capaz de detener el disparo del cañón antimateria del Anti-Monitor al atrapar el rayo taquiónico en El corazón del arma. Después de este acto, según Secret Origins Annual # 2 (1988), Barry Allen se convierte en un rayo, retrocede en el tiempo, convirtiéndose en el rayo que golpeó su laboratorio, salpicando su pasado con químicos y transformándolo en Flash.
En Deadman: Dead Again, Barry es uno de los héroes cuyo espíritu Deadman ayuda a entrar en el Cielo, y la historia de Green Arrow "Quiver" representa a Barry Allen en el Cielo. Su espíritu todavía parece estar vivo dentro de Speed Force, junto con Max Mercury y otros velocistas.
En Quasar por Marvel Comics, lanzado entre diciembre de 1990 y mayo de 1994, un amnésico Barry Allen, recordando mal su nombre como "Buried Alien" y Speed Force como la "Hyperforce", y sorprendido de tener "forma" nuevamente, ingresa al Universo Marvel en medio de la gran carrera para ser el "Hombre Vivo Más Rápido" después de que los jugadores hubieran pasado el primer cruce warp, donde es descubierto por el Runner que lo coordina y lo invita a participar en su gran carrera. Vencer a varios otros velocistas (Pietro "Quicksilver" Maximoff, Wendell "Quasar" Vaughn, Robert "The Whizzer" Frank, Capitán Marvel, James "Speed Demon" Sanders, Ariana "Black Racer", Martin "Super Sabre" Fletcher y Makkari) es declarado el "hombre más rápido del mundo", un título que cree que se siente "bien", aunque nunca recupera la memoria durante su tiempo en el universo. Más tarde adoptó el alias "FastForward", antes de regresar a su universo original con la ayuda de Makkari.

### Legado
Iris está embarazada y tiene dos hijos con poderes de supervelocidad, los Gemelos Tornado, que luego conocen a la Legión de Superhéroes. En la variante multiversal conocida como Tierra-247, cada uno de sus hijos tiene hijos con habilidades basadas en la velocidad. Uno, Jenni Ognats, crece para convertirse en la Legionaria XS, mientras que el otro, Bart Allen, nace con un metabolismo acelerado que lo envejece rápidamente, y es enviado al siglo XX, donde Wally West lo cura. Permanece allí como el superhéroe Impulse bajo la tutela de Max Mercury, y luego se convierte en el segundo Kid Flash como miembro de los Jóvenes Titanes. Un año después de los eventos de Crisis infinita, Bart se convierte en el cuarto Flash hasta que su clon Inertia y los Renegados lo matan abruptamente. Wally luego retomó la identidad de Flash. Bart luego sería resucitado como Kid Flash por la Legión de Superhéroes en el siglo 31 para combatir a Superboy Prime.

### JLA / Vengadores
Barry Allen aparece en el n.º 3 como Flash en la JLA cuando las dos realidades comienzan a cambiar, junto con Hal Jordan. Cuando los dos equipos ven su futuro real, Barry es testigo de su muerte en la Crisis en Tierras Infinitas mientras el Gran Maestro les muestra a los héroes cómo debería ser la realidad, pero decide ayudar a restaurar la línea de tiempo ya que no es su lugar para jugar a ser dios. Habla con Hal Jordan sobre la similitud de su situación, afirmando que morir no podría ser siempre tan malo cuando hayan dejado un legado para que otros (Wally West y Kyle Rayner, en sus casos) luchen por lo que creen. Él ayuda al equipo a entrar en la base de Krona usando su carrera en una cinta para pasar la nave por la barrera dimensional. Con la Avispa, el Capitán América le ordena que encuentre formas de atravesar las defensas de Krona y alerta al grupo de un campo de fuerza probablemente letal. Durante la batalla final, Barry salva a Hawkeye de ser asesinado cuando el Hombre Absorbente rompe el suelo debajo de él, pero ambos son atacados y aparentemente asesinados por Dreamslayer. Al final, se revela que Barry los sacó a los dos con vida y, por sugerencia del Capitán América, se mantuvieron bajos y debido a esto, Hawkeye pudo destruir la máquina de Krona con una flecha TNT mientras Barry lo distrae, luego Barry toma el 12 elementos de poder. Como resultado, la realidad se restaura, Barry desaparece y Wally regresa.

### Apariciones Post-Crisis
Wally West, atormentado por el dolor por la pérdida de sus gemelos por nacer a manos de Zoom, lamenta el conocimiento público de su identidad. Barry aparece de algún lugar en el tiempo, afirmando que pertenece a un período poco antes de su muerte, aconsejando a su sobrino y hablando con El Espectro para que le conceda su deseo, borrando todo el conocimiento público de las identidades de Wally y Barry como Flash (aunque el propio Wally también pierde su memoria de su identidad por un tiempo). Barry luego desaparece y le dice a su sobrino que acudirá en su ayuda tres veces, en los tres días más difíciles de su vida, de los cuales este es el primero. De hecho, cuando Zoom solicita la ayuda del profesor Zoom original para hacer que Wally reviva la pérdida de sus amados gemelos, Barry ya está allí, tratando de detener su "propio" Reverse-Flash; Zoom aparentemente recuperó a Eobard Thawne desde el día en que intentó matar a Fiona Webb, con Barry siguiendo a su némesis. Por segunda vez, ayuda a Wally a deshacer el daño infligido por Zoom, lo que también le permite a Wally salvar a sus gemelos, y luego regresa a su momento adecuado, arrastrando su Zoom con él y rompiendo el cuello de su enemigo en su línea de tiempo.

#### Crisis Infinita
En el cuarto número de Crisis Infinita, Barry Allen sale de Speed Force, junto con Johnny Quick y Max Mercury, para ayudar a su nieto Bart a lidiar con Superboy Prime, llevándose al villano adolescente con él en Speed Force. Bart Allen aparece vistiendo el disfraz de Barry Allen en Tokio cerca del final de Infinite Crisis #5 para decirles a los héroes que Superboy Prime ha escapado de Speed Force. Bart vuelve a aparecer en Infinite Crisis # 7 con el disfraz de Barry Allen para combatir a Superboy Prime una vez más.
En Flash: The Fastest Man Alive #6 (2006) (con una parte que tiene lugar poco antes de Infinite Crisis #5) se cuenta cómo Barry pasó cuatro años en una Keystone City alternativa junto con Max Mercury, Johnny Quick y un Jay alternativo. Garrick, hasta que conoció a Bart y Wally West, uniéndose a él después de la batalla contra Superboy Prime. Después de que Superboy escapa, Barry sugiere que alguien tiene que absorber toda la Speed Force y cruzar el puente dimensional de regreso a Post-Crisis Earth. Mientras Bart se ofrece como voluntario, Barry le da su traje como último regalo, para mantener la Fuerza contenida, y se queda atrás. Wally West no fue por su esposa e hijos. Bart dice que sabe que Barry iría si pudiera, pero no se dice por qué Barry Allen no pudo hacer el viaje él mismo.

### Regreso
Veintitrés años después de su muerte en Crisis on Infinite Earths #8, la esencia de Barry Allen regresó al presente Universo DC propiamente dicho en DC Universe #0, precediendo su regreso a tiempo completo en las páginas de Crisis final del escritor Grant Morrison.
DC Universe # 0 presenta a un narrador anónimo que inicialmente se asocia con "todo". A medida que avanza la historia, comienza a recordar su pasado y su asociación con los miembros de la Liga de la Justicia tales como Hal Jordan y Superman. Las letras en las que se dirige al lector son amarillas sobre fondos inicialmente negros. A medida que avanza la historia, el fondo comienza a ponerse rojo lentamente. En las páginas finales, los cuadros de narración presentan un rayo amarillo. Con el tiempo, mientras recuerda amistades y conexiones con otras personas, su mente comienza a estrecharse y comenta: "Yo ... lo conozco. Ya no soy todo. Soy un rayo de luz atravesado por un prisma". Sin embargo, sigue siendo el único capaz de ver "la sombra que cae sobre todo", en la forma de Darkseid. En la página final, la luna aparece frente a un cielo rojo, mientras un rayo amarillo cae en diagonal frente a ella creando el logotipo de Flash, mientras comenta "y ahora recuerdo". El título de la historia finalmente revelado es: "Let There Be Lightning".
Una historia del Daily News publicada el mismo día proclamó que Barry Allen había vuelto a la vida, y el coguionista del tema Geoff Johns declaró: "Cuando el mayor mal regresa al Universo DC, el mayor héroe necesitaba regresar".

#### Crisis final
Barry hace su regreso corpóreo en Final Crisis #2. En la penúltima página, Jay Garrick y Wally West sienten vibraciones a lo que Jay comenta: "pero, ¿no reconoces esas vibraciones? No puede ser... No después de todos estos años... No después de todo este tiempo." En la página final, se ve a Barry Allen persiguiendo la bala que mata a Orión, dejando atrás al Black Racer y gritando a Jay y Wally "¡Corran!".
Durante Final Crisis #3, Jay Garrick habla con la esposa de Barry, Iris, y le dice que su esposo está realmente vivo. Mientras tanto, Wally y Barry corren unas semanas hacia el futuro. Cuando vienen a descansar, Wally le pregunta a Barry si realmente es él. Lamentándose por la muerte de Orion, que no pudo detener, Barry se pregunta por qué ahora está vivo después de haber estado muerto durante tanto tiempo. Es entonces cuando Barry y Wally se enfrentan a Wonder Woman, Batwoman, Catwoman y Giganta, quienes se han transformado en las nuevas Furias Femeninas tras el lanzamiento de Ecuación Anti-Vida.
A pesar de que esta nueva versión de las Furias Femeninas está equipada con la capacidad de rastrear a los velocistas, percibidos por Libra y Darkseid como el único obstáculo que queda entre ellos y la dominación mundial, la experiencia de Barry le permite vencer a sus enemigos y atravesar las ruinas de la Tierra.
Barry se detiene para ver a su esposa Iris y salvarla de la esclavitud de la Ecuación Anti-Vida. Al volver a ver a su esposa por primera vez en años, Barry se siente abrumado por la emoción y le da un beso profundo a su esposa con el cerebro lavado. Mientras la besa, Speed Force brilla fuera de su cuerpo, envolviendo a Iris y liberándola de la Ecuación. Los Allen y Wally West tienen que valerse por sí mismos en un mundo conquistado. En el séptimo y último número de Final Crisis, Barry y Wally llevan al Black Racer a Darkseid, asestando al tirano cósmico un golpe que, junto con Batman disparándole en el hombro con la bala divina, facilitaría su derrota final.

#### The Flash: Renacimiento
En 2009, el escritor Geoff Johns y el artista Ethan Van Sciver crearon The Flash: Renacimiento, una miniserie de 6 números que devolvió a Barry Allen a un papel principal en el Universo DC como Flash, en la misma línea que Linterna Verde: Renacimiento. Cuando se les preguntó qué Flashes aparecerían en la serie, Johns y Van Sciver dijeron: "Todos ellos".
La serie comienza con las ciudades de Central y Keystone celebrando el regreso de "Central City de Flash", Wonder Woman usó sus contactos gubernamentales para crear la historia de que Barry estaba en protección de testigos para dar cuenta de su resurrección. Evitando los desfiles, fiestas y otras celebraciones de su regreso, Barry contempla por qué está vivo de nuevo. Una visita al Museo de Flash y de su amigo Hal Jordan no es suficiente para tranquilizarlo mientras huye como Flash. "No puedo llegar tarde", dice. Cuando Hal le pregunta por qué, Flash responde: "Para lo que sea que el resto del mundo me necesite".
Luego se revela que la madre de Flash fue asesinada cuando él era un niño y que su padre fue arrestado por el crimen (esto es claramente contrario a las historias anteriores de Flash, en las que ambos padres aparecen con vida). Flash describe esto como "el único caso abierto que dejé atrás". Antes de que pueda contemplar esto más allá, el villano velocista Savitar escapa de la Fuerza de la Velocidad a través de Flash. Cuando Flash logra poner su mano sobre el hombro de Savitar, el villano grita de dolor y se convierte en polvo, no sin antes decirle a Flash: "... Fuiste el principio, Allen... y eres el final". En ese momento, Wally West, los hijos de West, Iris y Jai, Liberty Belle, Jay Garrick y Kid Flash, experimentan convulsiones dolorosas y se ven envueltos en un rayo.
El conflicto de Barry con el culto de la velocidad culmina con la muerte de su nuevo líder, que intentaba vengar la muerte de Savitar. Causa dolor una vez más a todos los velocistas, aunque Wally West logra ver a Allen inmediatamente después y lo ve como el nuevo Flash Negro. Cuando se da cuenta de que su presencia podría dañar o matar a otros inocentes, Barry regresa a la Fuerza de la Velocidad, donde se encuentra con sus viejos amigos Johnny Quick y Max Mercury. Max intenta decirle a Allen que convertirse en Flash Negro no es su culpa. Cuando Max y Barry son arrastrados a otro bolsillo de Fuerza de la Velocidad, el verdadero culpable se revela: el Profesor Zoom.
Zoom revela su plan: después de que Barry ayudó brevemente a Kid Flash contra Superboy-Prime durante la Crisis infinita, Thawne pudo enviar un pulso subliminal a la Fuerza de la Velocidad para recuperar lo que quedaba de la autoconciencia de Barry. Esto llevó a la reaparición del héroe durante la Crisis final. Posteriormente, Zoom se transformó en "un nuevo tipo de velocista y creó su Fuerza de la Velocidad Negativa para contaminar a Barry y a los otros heroicos velocistas. Antes de que Barry pueda luchar más, Zoom se desvanece. Wally ingresa a la Fuerza de la Velocidad, para recuperar a su tío, y después aventurándose más profundamente en la Fuerza de la Velocidad, Max le revela a Barry que fue el propio Allen quien creó la Fuerza de la Velocidad. Mientras tanto, Wally logra alcanzar a Barry y Max, y los tres comienzan su escape. Mientras los heroicos velocistas se recargan con energía, Barry, Wally, Jay, Max y Bart cargan hacia Zoom.
Los siete velocistas (los 5 hombres más Jesse Chambers e Iris West-Park) luchan contra Zoom y, a pesar de ser superados en número, Zoom aleja a Barry. Él revela que todo lo horrible que le sucedió a Barry, incluido el asesinato de la madre de Barry, fue causado por Zoom. Zoom luego decide destruir todo matando a la esposa de Barry, Iris, antes de que se conocieran.
Barry persigue a Zoom y se le une Wally, quien le dice a Barry que presione lo más que pueda para romper la barrera del tiempo. Llegan a Thawne y sus rayos convierten el yo pasado de Barry en Flash en la línea de tiempo alterada (preservando el destino de Barry), ya que pueden evitar que Zoom mate a Iris. Mientras los dos Flashes hacen retroceder a Zoom en el tiempo hasta el presente, ven que la Liga de la Justicia, la Sociedad de la Justicia y los Forasteros han construido un dispositivo específicamente para Thawne. Barry lo arroja y activa el dispositivo, cortando su conexión con la Fuerza de la Velocidad Negativa. Los Flashes atan a Zoom para evitar que corra. Con la amenaza terminada, todos celebran dando la bienvenida a Barry y a los velocistas en general. Más tarde, Barry cierra el caso por la muerte de su madre y opta por tomar todos los demás casos sin resolver que tenían después de su muerte. Barry pasa un tiempo con Iris antes de correr a Washington para celebrar su regreso con la Liga de la Justicia, disculpándose por llegar tarde.

#### Blackest Night
Barry Allen es uno de los personajes principales de Blackest Night junto a Hal Jordan. Allen aparece junto a Jordan en la edición del Día del Cómic Gratis Blackest Night #0 que actúa como prólogo del crossover de la compañía de julio.
En la tumba de Bruce Wayne en Gotham City, Hal y Barry reflexionan sobre la muerte de Batman y cómo la comunidad de héroes evita vincular a Wayne y Batman.
Esta reflexión se dirige a la pareja que mira sus propias muertes, comparando la tristeza que la muerte de Barry engendró en los demás mientras que la muerte de Hal produjo ira. Hal lo resume diciéndole a Barry: "Morí como un pecador. Tú moriste como un santo". (aunque admite que no lo es y refleja sus pecados pasados). La conversación pasa al mundo que se vuelve "más peligroso" después de la muerte de Barry y observa que las muertes de Arthur Curry y Detective Marciano le costaron a la Liga de la Justicia su "corazón y alma". Cuando salen del cementerio, Barry expresa su esperanza de que sus camaradas muertos les sean devueltos. Cita específicamente a Batman señalando: "Si hay un escape, puedes apostar que Batman ya lo está planeando".
Barry también aparece junto a Hal en las ediciones de julio de Green Lantern relacionadas con el evento. Recientemente, en una pelea con Black Lantern J'onn J'onzz, encontró un misterioso residuo negro en la tumba de Bruce Wayne: una forma negra que se coagulaba como la sangre y que comenzó a corromperlo al descomponerse parcialmente la piel y los músculos durante la pelea contra su ex. amigo, que tiene la intención de matar tanto a Hal como a Barry, al ver cómo ambos murieron y, a los ojos de los Black Lanterns, debe volver a ese estado para mantener el equilibrio del universo.
Después de luchar contra el marciano no muerto y los Black Lanterns posteriores con Hal y la llegada de Átomo, Mera, Firestorm y dos miembros de la Tribu Indigo, Barry, junto con Wally y Bart, corren por todo el mundo para advertir a cada comunidad de superhéroes en todo el planeta. Su mensaje también advierte sin darse cuenta a los Renegados. Todos se dan cuenta de que sus miembros fallecidos los perseguirían y deciden atacar primero en la Penitenciaría Iron Heights, sin saber que los Renegados no muertos están listos para ellos. Mientras lo hace, Barry se encuentra con una versión Black Lantern del Profesor Zoom para una breve batalla. Barry decide ir a Ciudad Gorila para buscar la ayuda de su gobernante Solovar, sin saber que el líder gorila había sido asesinado años antes. Al encontrar la ciudad atacada, Barry asumió que Grodd había atacado solo para horrorizarse al saber que Solovar ahora era un Black Lantern. Su pelea fue acortada por Barry corriendo a Ciudad Costera.
Se detiene en el monumento conmemorativo de la ciudad, donde es testigo de la llegada del señor demoníaco de los Black Lanterns, Nekron, y sus discípulos Scar y Black Hand. La Liga de la Justicia, los Titanes, Wally y Bart llegan para ayudar a Barry a enfrentarse a Nekron. Nekron revela que todos los héroes resucitados están atados a él porque les permitió resucitar. Como tales, le pertenecen. Nekron luego usó una serie de anillos negros para convertir a Superman, Wonder Woman, Troia, Green Arrow, Bart y varios otros héroes resucitados en Black Lanterns. Barry y Hal se encuentran siendo el objetivo de anillos negros y se ven obligados a huir o arriesgarse a unirse a los demás como Black Lanterns. Barry se salva a sí mismo y a Hal a través del viaje en el tiempo dos segundos hacia adelante, dejando los anillos sin objetivos presentes. Mientras Barry y Hal se reúnen con los héroes contra Nekron y su ejército, Ganthet, uno de los Guardianes del Universo y líder del Blue Lantern Corps, invoca un anillo de poder azul y Barry es elegido como Blue Lantern para que sea más efectivo durante la batalla.
Después de ser elegido como Blue Lantern, Barry une fuerzas con el veterano miembro de Blue Corps, Saint Walker para continuar luchando contra los Black Lanterns junto con la comprensión de los potenciales y limitaciones de su nuevo anillo de poder. Durante la batalla, Barry se ve obligado a luchar contra su propio nieto, a quien su anillo detecta que todavía está vivo, pero que eventualmente moriría si no se libera pronto del anillo negro. Se muestra que Barry es hábil con su anillo para crear construcciones de energía basadas en su imaginación y la capacidad de volar (posiblemente debido al entendimiento con el anillo de Hal), ya que puede crear imágenes de Bart como Impulse y Kid Flash contra él para hacerlo sentir otra vez. El plan de Barry casi funciona cuando Bart reacciona a las imágenes de su pasado, y las construcciones intentan quitarle el anillo negro, pero luego es interrumpido por el Profesor Zoom de Black Lantern y Solovar. Wally y Walker luego se unen a Barry para luchar contra ellos. Barry y Bart se unieron temporalmente al White Lantern Corps durante los eventos finales de Blackest Night.

### The FlashVolumen 3
La nueva serie Flash comienza después de la finalización de Blackest Night y el comienzo de Brightest Day. Después de los eventos de The Flash: Rebirth, Barry Allen se está reintegrando a la vida en Central City. Bajo el pretexto de haber estado en protección de testigos, Allen regresa al laboratorio criminal del Departamento de Policía de Central City y regresa a las calles como Flash. Mientras se reajusta a la vida como Flash, un hombre aparece de la nada con el disfraz de Flash rogue Amo de los Espejos, y muere rápidamente en la calle.
Cuando Barry llega a la escena para investigar, ve que el hombre no es ni el Amo de los Espejos Sam Scudder original, ni el Rogue actual, Evan McCulloch. Al escuchar que aparece otro portal, Barry se transforma en Flash y corre a investigar. Cuando llega, aparece un grupo de personas con disfraces similares a los Rogues, llamados The Renegades, y le dicen a Barry que son del siglo 25 y que está bajo arresto por asesinar al "Espejo Monarca". Barry le dice a la tripulación que no ha matado a nadie, a lo que su líder, el "Comandante Cold", le dice: "Todavía no. Pero lo harás".
Después de una breve lucha, donde se dañó el disco de tiempo de Weather Warlock, los Renegados se vieron obligados a regresar al siglo 25, lo que también provocó la destrucción de un edificio de apartamentos debido a su salto incontrolado hacia atrás. Barry salva a todos en el edificio, incluso reconstruyéndolo en minutos, y continúa buscando al verdadero asesino de Espejo Monarca. Es atacado nuevamente por los Renegados, pero solo antes de que aparezca el Capitán Bumerang, ahora empuñando bumeranes de energía explosiva. Bumerang lucha contra Flash y los Renegados, y Top confundido (uno de los Renegados del siglo 25) pregunta a sus compañeros de equipo si Barry Allen es o no el hombre que están buscando, señalando que en su línea de tiempo, Bumerang nunca apareció arriba.
Los Renegados finalmente arrinconan al Capitán Bumerang cuando los Rogues llegan con un espejo gigante dejado por el Espejo Monarca anterior que dice "En caso de que Flash regrese, rompa el cristal". Se produce una pelea total cuando los Rogues luchan contra los Renegades. Mientras tanto, Flash se enfrenta a Top, quien le advierte que la razón por la que eventualmente matará a Espejo Monarca es por la muerte de Iris, que según él se producirá cuando el espejo gigante se rompa, liberando a los Señores del Espejo. Top le dice a Barry que uno de los Señores del Espejo poseerá a Iris y se la quitará. Barry corre para evitar que el espejo se rompa, con Top a su lado. Sin embargo, cuando la entidad White Lantern se acerca al Capitán Bumerang y le dice que "lance el Boomerang", Bumerang responde lanzando docenas de bumeranes en todas direcciones. Uno de ellos golpea el vidrio y comienza a romperse. Top le dice a Flash que detenga a los Mirror Lords, mientras él va y protege a Iris. Las preguntas relámpago no tienen sentido, pero Top lo arroja al espejo y huye.
En el espejo, Flash está expuesto a extrañas visiones de su madre. Afuera, el Rogue Mirror Master les dice a los demás que el espejo es en realidad un veneno de acción lenta y huyen. Barry escapa del espejo confundido y pregunta: "¿Dónde están los Señores del Espejo?" Luego es arrestado por los Renegados, quienes se dan cuenta de que todo esto fue un montaje de Top para incriminar a Flash para sus propios beneficios personales. Barry es transportado a una corte del siglo 25, mientras que Top se enfrenta a Iris.
La historia concluye con Barry escapando de la corte del siglo 25 y persiguiendo a Top. Top revela que la razón de todos sus crímenes se debe a que Barry reabrió un caso previamente cerrado. Barry sintió que la persona condenada era en realidad inocente. La persona que en realidad es culpable del crimen es uno de los antepasados de Top. Top revela que no permiten a nadie en los Renegados que tenga antepasados con antecedentes penales. Flash puede vencer a Top y condenar al hombre adecuado por asesinato, dejando ir al hombre inocente que fue enviado a prisión. Posteriormente, la corte del siglo 25 y los Renegados revisan los hechos y se dan cuenta de que Flash tenía razón y que todo su registro de la historia está equivocado. Esto alude al próximo evento Flash, Flashpoint. Mientras tanto, un hombre en una motocicleta impulsada por Speed Force (más tarde se reveló que era un oficial de policía de Speed Force con el nombre de Hot Pursuit) se mueve por el desierto y dice que si Barry no encuentra el punto de inflamación, destruirá el mundo. Mientras continúa a través del desierto, un rayo de Speed Force cae en la distancia.
En una historia de Green Lantern, Barry se convierte en el último anfitrión de la encarnación del miedo, Parallax, después de unirse a la búsqueda de Hal Jordan de localizar todas las entidades que representan aspectos del poder del espectro emocional. Barry era susceptible a los ataques de la entidad debido a su temor por la seguridad de Jordan. Barry finalmente es liberado después de que la encarnación de la compasión, Proselyte, lo ayude a recordar su capacidad de benevolencia sobre su miedo.
DC también ha anunciado a través del Flashpoint Friday Blog que The Flash (vol. 3) #12 será el último de la serie a pesar de que originalmente se anunció a la venta un decimotercer número el 25 de mayo de 2011, pero que desde entonces sido retirado.

#### Flashpoint
Cuando comienza la historia, Barry Allen se despierta en su oficina y descubre que su madre está viva, no hay rastro de Superman, Wonder Woman y Aquaman liderando sus respectivas naciones en una guerra, su esposa Iris West no está casada y él mismo actualmente no tiene poder. Barry busca la ayuda de Batman, conduciendo hasta Gotham City y entrando en una mansión destartalada de Wayne. Explora lo que resulta ser una pequeña Baticueva hasta que es atacado por Batman. Barry intenta explicar quién es diciendo que sabe que Batman es Bruce Wayne, solo para descubrir que, en esta realidad, Batman es Thomas Wayne. Mientras Barry está siendo golpeado por Batman, explica sobre su identidad secreta como Flash y su relación con Bruce Wayne. Los recuerdos de Barry cambian espontáneamente y se da cuenta de que el mundo de Flashpoint no es una dimensión alternativa, sino la suya propia. Barry usa su anillo, que usa para contener su traje de Flash, pero el anillo expulsa el traje del Profesor Zoom. Barry le dice a Batman que Zoom se está burlando de él. Barry explica que tanto él como Zoom tienen la capacidad de alterar el tiempo, lo que lleva a Batman a preguntarle cómo fue que Bruce vivió en su lugar y si realmente puede cambiar el mundo. Barry dice que primero necesita su velocidad. Más tarde, Barry y Batman crean un dispositivo parecido a una silla eléctrica para tratar de recrear el accidente que le dio su velocidad; sin embargo, el primer intento fracasa, dejando a Barry gravemente quemado.
Barry se despierta en una mesa de operaciones en la Baticueva y está cubierto de vendajes y quemaduras de tercer grado. A pesar del consejo de Thomas, Barry vuelve a sentarse en la silla eléctrica. Cuando cae un rayo por segunda vez, la supervelocidad de Barry regresa y luego salva a Batman de ser empalado en una cerca. Las heridas de Barry se están curando rápidamente debido a su regeneración acelerada. También hace una nueva copia de su disfraz de Flash. Flash investiga las encarnaciones de los héroes de la línea de tiempo de DC, creyendo que Zoom cambió deliberadamente sus vidas para evitar que Flash creara una Liga de la Justicia, y se entera de un cohete que se estrelló contra Metrópolis que transportaba al infante Superman, quien en lugar de ser criado en Kansas fue acogido por el gobierno. Luego se ponen en contacto con Cyborg para que los ayude a colarse en el búnker del gobierno del "Proyecto: Superman" que está 'criando' a Superman después de que su cohete destruyó Metrópolis a su llegada, solo para sentirse decepcionados por la frágil apariencia de Superman. Se dirigen hacia el Proyecto: la base subterránea de Superman a través de la alcantarilla. El grupo se encuentra con una puerta de bóveda gigante con el logo de Superman. Después de abrir la puerta, los tres ven a Kal-El pálido y debilitado. A pesar de su apariencia, Barry dice que pase lo que pase, Superman siempre será una buena persona. Cuando la llegada de los guardias los obliga a escapar, los poderes de Superman comienzan a manifestarse y sale volando dejándolos en manos de los guardias.
Mientras se defienden de los guardias, ellos son rescatados por Element Woman. Los recuerdos de Barry comienzan a cambiar mucho más drásticamente, alterando su pasado. Afirma que se está quedando sin tiempo y que pronto no podrá restaurar la línea de tiempo a la normalidad. Después de que Barry se está recuperando, les pide a los héroes que eviten que la guerra Atlante/Amazonas genere más víctimas, aunque los héroes no están dispuestos a hacerlo a menos que Batman quiera unirse a ellos. Cyborg le explica que creen que Batman era invencible. Sin embargo, Barry lo convence de que nadie es invencible; la Familia Marvel y Batman aceptan unirse a él. Los héroes llegan a New Themyscira para detener la guerra Atlante/Amazonas, y parecen estar ganando hasta que Enchantress se revela a sí misma como la espía amazónica y usa su magia para separar a la Familia Marvel y restaurarlos a sus formas mortales. Pentesilea mata a Billy Batson justo cuando el profesor Zoom se revela a Barry. El Profesor Zoom le revela que la línea de tiempo "Flashpoint" en realidad fue creada por el propio Barry, después de que viajó en el tiempo para evitar que Zoom matara a su madre, pero la línea de tiempo se desvió hacia el mundo casi apocalíptico en el que se encuentran. Continúa burlarse de Barry con este conocimiento, pero de repente Batman lo apuñala por la espalda empuñando una espada amazónica. Antes de que Barry devuelva la línea de tiempo a la normalidad, Batman le agradece por todo lo que ha hecho y le entrega una carta dirigida a su hijo. Después de esto, Barry se despide de su madre, sabiendo que debe viajar en el tiempo para evitar que su yo más joven altere el tiempo. A través de las fusiones de la corriente del tiempo, Barry aparentemente escucha una voz que explica que las tres líneas de tiempo y los mundos deben volver a ser uno y necesitaría su ayuda para hacerlo. Después de las pruebas, visita al verdadero Bruce Wayne y le entrega la carta de su padre alternativo. Bruce está agradecido con Barry por informarle sobre los eventos del "Flashpoint" antes de que la línea de tiempo aparentemente volviera a la normalidad.

### Los Nuevos 52
DC Comics relanzó The Flash con el número 1 en septiembre de 2011, con tareas de escritura y arte a cargo de Francis Manapul y Brian Buccellato como parte del relanzamiento del título en toda la compañía de DC, The New 52. Al igual que con todos los libros asociados con el relanzamiento de DC, Barry Allen parece ser unos cinco años más joven que la encarnación anterior del personaje. Él gana sus poderes después de frustrarse y lanzar una pequeña máquina a la ventana de su laboratorio. La máquina se abrió paso a través de la ventana, dejando un agujero lo suficientemente grande como para que un rayo se cargue a través del agujero y lo golpee.
En el segundo número del nuevo título de la Liga de la Justicia (la primera serie de cómics lanzada de la iniciativa New 52 y el "tiro de apertura" del nuevo universo DC), se llama a Flash para ayudar a Linterna Verde y Batman a controlar a un fuera de control. Superman, y luego asiste con la búsqueda de un extraterrestre, reveló ser un agente de Darkseid. En esta nueva continuidad, el matrimonio de Barry con Iris West nunca tuvo lugar, y en cambio está en una relación con su compañera de trabajo Patty Spivot. En esta nueva serie, el Flash se adentra en la Fuerza de la Velocidad, mejorando sus habilidades mentales y al mismo tiempo tratando de obtener un dominio completo de sus poderes, sobre los que aún no ejerce el control total.
Como se reveló en el número 0 de la serie actual, el padre de Barry Allen fue encarcelado por el asesinato de su madre. El asesinato ocurrió poco después de que Barry regresara victorioso de un concurso de ortografía escolar, y Barry colocó el trofeo que ganó en la tumba de su madre en su memoria. Si bien las pruebas parecen indicar la culpabilidad de su padre, Barry hace de la prioridad la demostración de la inocencia de su padre.
Barry también es parte del elenco principal de la serie de la Liga de la Justicia relanzada, haciendo su debut en el segundo número de la serie. Siguiendo a Convergence, Barry tiene un traje nuevo en el número 41, que tiene un tono más oscuro y presenta más rayas.

### DC Renacimiento
Durante DC Rebirth, Barry ya no es el único Flash. Se revela que Wally West ha estado perdido en Speed Force durante diez años, y durante este tiempo se dio cuenta de que Barry no es responsable de cambiar la línea de tiempo después de la crisis de Flashpoint, la entidad desconocida usó el viaje en el tiempo de Barry como una oportunidad para alterar fundamentalmente la realidad. Las consecuencias de la reciente Guerra Darkseid le permitieron a Wally tratar de comunicarse con sus antiguos amigos con la esperanza de regresar o advertirles de la verdad, pero cada intento lo hizo caer más en Speed Force. Después de darse cuenta de que ni siquiera Linda (su tradicional "pararrayos") podía recordarlo, Wally se hundió en la desolación y decidió presentarse ante Barry por última vez para agradecerle la vida que le había dado. Justo antes de que Wally desapareciera, Barry lo recordó y lo arrastró para liberarlo de Speed Force. Después de una emotiva reunión, Wally le advirtió a Barry sobre la verdadera fuente del cambio universal y los peligros por venir. Debido a Wally, Barry ahora sabe que la línea de tiempo no se restablece correctamente después de Flashpoint y, por lo tanto, otra línea de tiempo alternativa. Sin embargo, todavía no puede recordar su vida anterior a Flashpoint, como personas como Jay Garrick, su último matrimonio con Iris y los detalles de sus enemistades con Reverse-Flash / Eobard Thawne (quien ahora recuerda su historia anterior a Flashpoint), y recuerda a Wally de su nueva historia de la línea de tiempo de DC Rebirth. A pesar de que Wally le informó que otra parte es responsable, Barry sigue sintiéndose culpable por sus errores y busca encontrarlos y detenerlos con la esperanza de enmendarlos. Aunque los dos deciden mantener en secreto el regreso de Wally de Iris basándose en la propia experiencia de Wally con Linda, Barry lo alienta a regresar con los Titanes, pero también recomienda que se ponga un nuevo disfraz para reflejar que él es Flash en lugar de 'Kid Flash'. Mientras Wally considera sus opciones, Barry visita a Batman para discutir la nueva evidencia de que alguna fuerza externa los está atacando, reflexionando sobre cuán personal parece este ataque, pero a pesar del peligro potencial, Batman y Barry acuerdan mantener su investigación en secreto hasta que sepan lo que quieren, están en contra. Más tarde, cuando Eobard Thawne ataca a Iris y Wallace, Iris vislumbra su vida anterior a Flashpoint con Barry y aprende sus secretos como Flash en el proceso. Barry también se enteró de su matrimonio en la otra línea de tiempo. Sabiendo por Thawne que toda su vida ha sido alterada drásticamente y que Barry es indirectamente responsable de ello como resultado de sus acciones de viaje en el tiempo, Iris ahora desconfía de Barry. Para empeorar las cosas para Barry, mientras ingresa a Negative Speed Force, se convierte en Flash Negativo, que es más letal que el original y, en su mayoría, peligroso de controlar.
Después de deshacerse de Negative Speed Force, investiga con la muerte de Turbine, pero gracias a la ayuda de Godspeed, descubre que el Capitán Cold fue quien lo mató porque busca la redención. Visita a Wally después de derrotar a Top, habla sobre él diciéndole a Iris que está vivo y existió. Mientras reaviva su relación con Iris, la ciudad está siendo atacada por Gorilla Grodd y su organización Black Hole, donde Grodd controló mentalmente a Meena Dhawan para que fuera el Flash Negativo del grupo.
Después de derrotar a Grodd y lograr que Wally conozca a Iris por primera vez, los renegados los encontraron. Los Renegados llevan a Flashes e Iris al siglo 25 para obtener respuestas sobre por qué Iris mató a Eobard Thawne, solo para descubrir que Hunter Zolomon ha estado manipulando a todos como un complot para provocar un conflicto entre Barry y Wally por el destino de Speed Force. Después de que Wally derrotó a Hunter, Barry lo puso bajo vigilancia en el Santuario mientras se mudaba con su novia Iris a su casa después de que Wallace los dejara enojado. Barry comienza a buscar al otro enemigo al que llega Hunter Zolomon, impulsado por el Sabio y la Fuerza de la Fuerza, afirmando ser el "único Flash verdadero". Derrota a Barry y se lleva a Steadfast para reclamar la Still Force para sí mismo. Black Flash también llega y advierte al derrotado Barry que no interfiera en su misión. Zolomon tortura a Steadfast para darle Still Force, pero Steadfast se resiste. Finalmente, un Barry revivido rastrea a Zolomon e intenta rescatar a Steadfast, pero el poder de Zolomon de otras fuerzas resulta demasiado para él. Steadfast intenta usar Still Force para detener a los dos velocistas, pero el plan fracasa cuando Zolomon se acerca y toma Still Force. Con el control de las cuatro fuerzas, Zolomon ingresa a Forever Force tomando Barrrces como Sage Force y Strength Force después de que Force Barrier se rompa; termina descubriendo acerca de las cuatro fuerzas en conflicto por el control de Forever Force. Se las arregla para rastrear al usuario de Still Force Steadfast y al usuario de Strength Force Fuerza para traerlos a su equipo después de que Black Flash comienza a cazar a los otros usuarios de la fuerza para evitar que usen sus poderes mientras las otras fuerzas debilitan y agotan la Speed Force. Sin embargo, el usuario de Sage Force, Psych, se niega a unirse al equipo de Barry solo para ser luego rastreado y asesinado por Black Flash. Para salvaguardar a los otros usuarios de la fuerza, Barry envía a Fuerza y al Comandante Frío a la Fuerza de Fuerza y se queda atrás con Steadfast.

## Poderes y habilidades
Barry tiene la capacidad de correr a velocidades sobrehumanas. En ocasiones, durante la Edad de Plata, se lo describió como más rápido que la velocidad del pensamiento. Flash # 150, "esforzando cada músculo", corrió a diez veces la velocidad de la luz. Sin embargo, cuando se esforzó más (durante Crisis on Infinite Earths) pareció consumirse cuando se convirtió en energía pura, viajó en el tiempo y se reveló en Secret Origins Annual # 2 como el verdadero rayo de un rayo que le dio sus poderes. Esto se volvió a configurar más tarde en The Flash: Rebirth # 1, donde Barry declaró que "se encontró con el Speed Force "y eso," Cuando detuvo el Anti-Monitor, cuando (él) se topó con el "Speed Force" y se unió a él, fue como deshacerse de (su) identidad". Allen posee habilidades que el Flash original Jay Garrick no siempre ha sido capaz de duplicar, y más notablemente la capacidad de "vibrar" de tal manera que atraviese la materia sólida. Allen se involucró regularmente en viajes en el tiempo utilizando su dispositivo Cosmic Treadmill. Su velocidad también le permite, en ciertos circunstancias, a "vibrar" entre dimensiones. En Crisis final de Grant Morrison, utilizando la fuerza de la velocidad, Allen pudo deshacer los efectos de la Ecuación Anti-Vida sobre un individuo: una habilidad que usó en su esposa Iris para liberarla de la esclavitud del control mental de Darkseid.
La velocidad de Barry tiene numerosas aplicaciones secundarias. Puede usarlo para generar ciclones girando sus brazos rápidamente. Barry también puede manipular la energía eléctrica Speed Force que genera. Puede canalizar la energía en arcos de rayos, así como utilizar la electricidad para manipular el magnetismo en un nivel menor. También ha utilizado los rayos para crear cantidades de luz cegadoras. Al entrelazar su rayo con el de otro velocista, Barry puede cortocircuitar su conexión con Speed Force. Barry también es inmune a los ataques telepáticos y al control, ya que puede cambiar sus pensamientos a una velocidad más rápida que el pensamiento normal. Mediante la "lectura rápida", puede absorber grandes cantidades de información en su memoria a corto plazo, que permanecen en su mente el tiempo suficiente para que pueda hacer uso de ellos. Con esta técnica, Barry pudo aprender lo suficiente sobre el trabajo de construcción para reconstruir un edificio de apartamentos destruido. La Fuerza de la Velocidad también le proporciona a Barry un aura protectora que lo protege de la fricción y los impactos cinéticos, además de otorgarle una durabilidad sobrehumana. Otros aspectos de los poderes de Barry incluyen un metabolismo mejorado, que le otorga un factor de curación regenerativa. En el New 52, Barry se enteró de que su cuerpo usa la Speed Force en toda su extensión, pero su cerebro no. Con la ayuda del Dr. Elias, pudo aprender a usar la Speed Force para procesar más información y tomar decisiones aún más rápidas, hasta el punto en que siente que puede ver todo antes de que suceda. Barry también desarrolló la capacidad de acelerar el flujo del tiempo a su alrededor, que usó para negar los poderes de Zoom, quien pudo ralentizar el tiempo. En términos del léxico interno de DC, Barry se clasifica como un metahumano: un ser humano que posee habilidades extranormales ya sea por nacimiento o (como en el caso de Barry) como resultado de algún evento externo.

## Galería de villanos
Flash ha adquirido una colorida galería de villanos. Su número incluye (pero no se limita a) varios que formaron una asociación flexible y se refieren a sí mismos como los Renegados, desdeñando el uso del término "supervillano" o "super-criminal". Estos delincuentes suelen tener metas inusualmente modestas para su nivel de poder (robo u otros delitos menores) y cada uno ha adoptado un tema específico en su equipo y métodos.

## Otras versiones
- Barry Allen es un personaje secundario en Batman: The Dark Knight Strikes Again de Frank Miller ataca de nuevo. Lex Luthor lo ha mantenido como fuente de energía durante la mayor parte de la costa este, corriendo constantemente en una cinta para proporcionar energía eléctrica barata o, de lo contrario, Iris será ejecutada. Después de ser rescatado, Barry viste una versión negra de su disfraz original de Flash que los jóvenes asistentes de Batman consideraban "viejos". "Los niños, en estos días, no pueden diferenciar entre simplemente viejo y clásico", murmura. Luego ayuda a Batman y a otros héroes a restaurar el orden, aunque chocan cuando Barry quiere salvar a las personas en peligro mientras Batman está preparado para dejarlos morir por el bien de su estrategia a largo plazo.
- Barry Allen aparece en JLA: Age of Wonder como un científico que trabaja con Superman y un consorcio de científicos de principios del siglo XX como Thomas Edison y Nikola Tesla. Su uniforme incorpora el look de la Edad de Plata con el casco estilo Mercurio usado por Jay Garrick.

## En otros medios

### Cine

#### Universo extendido de DC
Ezra Miller interpreta a Barry Allen / The Flash en el DCEU. Barry es un estudiante universitario, está trabajando en varios trabajos mientras intenta financiar su búsqueda de pruebas para limpiar el nombre de su padre. Su traje se describe como creado utilizando el mismo material utilizado en el casco del transbordador espacial, aunque no está claro cómo adquirió los recursos para crearlo. Al final de los eventos de la Liga de la Justicia, tiene un trabajo como científico forense para el departamento de policía de Central City.
- Barry aparece por primera vez en Batman v Superman: Dawn of Justice (2016), donde llega desde el futuro para advertir a Bruce Wayne / Batman sobre eventos posapocalípticos y para formar la Liga de la Justicia. Además, hay una secuencia en la que Barry detiene un robo, visto a través de imágenes de seguridad que Lex Luthor poseía en secreto.[55]
- En la película Escuadrón suicida (2016), aparece en un flashback donde se le muestra deteniendo a George "Digger" Harkness / Capitán Bumerang.[56]
- En Liga de la Justicia (2017), Barry se une al equipo, luego de reunirse y ser reclutado por Bruce Wayne / Batman. Se afirma que su padre está en prisión por matar a su madre a pesar de la insistencia de Barry, de nueve años, en que su padre era inocente. Cuando Bruce se pone en contacto con Barry y le ofrece ser miembro del equipo, Barry acepta, una conversación con su padre que lo obliga a enfrentar la idea de que necesita amigos, pero que le resulta difícil interactuar con otras personas debido a su velocidad. Sin embargo, finalmente se hace amigo de Victor Stone, y al resto de la Liga le gusta la actitud jovial de Barry. Durante los eventos de la película, el equipo lucha contra Steppenwolf, impidiendo que su invasión Apokoliptian, aparentemente previniendo los eventos de futuro alternativo mostrados en Batman v Superman: Dawn of Justice. También en esta película, Barry se llama a sí mismo un "hippie, pelo largo, niño judío muy atractivo", por lo que The Flash es el primer superhéroe explícitamente judío en la película.[57]
  - En la versión del director, Liga de la Justicia de Zack Snyder (2021), Barry conoce a Iris West y desarrolla la capacidad de viajar en el tiempo, que usa para salvar el mundo. Además, también aparece la posible versión futura de Barry.
- Barry hace cameos en los créditos finales animados de la película ¡Shazam! (2019), el evento cruzado de Arrowverso "Crisis on Infinite Earths", en el que se encuentra con su contraparte de Arrowverso y tiene la idea de llamarse a sí mismo "The Flash", y en la serie DC Universe Peacemaker, episodio "It's Cow or Never".[58]
- Miller repetirá su papel como Barry Allen / The Flash en The Flash (2023).[59] En la película, después de ayudar a Batman y Mujer Maravilla ante un robo orquestado por el grupo terrorista de Al Falcone, Barry descubre que al moverse a toda velocidad, puede viajar a través del tiempo y espacio, y va al pasado en evitar que su madre Nora fuera asesinada y que su padre Henry fuera encarcelado al ser inculpado, a pesar de las advertencias de Batman. Barry despierta en un mundo alternativo 2013 donde su madre si esta viva, también se encuentra una versión joven de sí mismo. Después de ir al Departamento de Policía de Central City, donde obliga al Barry de 2013 a ser alcanzado por un rayo tal como lo había hecho él, obtiene sus poderes y el actual pierda los suyos. Pero después del entrenamiento, los dos Barrys ven una transmisión del General Zod anunciando sus intenciones de invadir la Tierra (ante los sucesos de El hombre de acero). Al buscar a la Liga de la Justicia, descubren que no pueden localizar a Prince, Stone no se ha convertido en Cyborg y Curry nunca nació, y los dos van a la Mansión Wayne al encontrarse con un Bruce Wayne mayor que se ha retirado de los superhéroes. En Siberia, encuentran a Kara Zor-El, quien dice ser la prima de Kal-El. Luego, de que el Barry actual recupere sus poderes, él, Barry-2013, Kara y Batman, luchan contra Zod y su ejército, pero Kara es asesinada por Zod al tener su sangre y Batman también después de que el Batwing choca contra una nave kryptoniana. Los Barry intentan retroceder en el tiempo para salvarlos, pero no lo consiguen y al hacerlo uno de ellos, hace que el multiverso se derrumbe sobre sí mismo. De repente, aparece un Flash Oscuro y se revela como una versión anterior de 2013: Barry, que todavía cree que puede salvar su mundo de Zod y evitar la muerte de Bruce y Kara. Explica la paradoja del bucle causal que condujo a su propia creación, pero se enoja cuando Barry revela su propia intención de revertir sus acciones dejando morir a Nora. El Flash Oscuro intenta matar a Barry, pero en su lugar empala a Barry-2013, quien se sacrifica para salvarlo y hace que Flash Oscuro sea borrado de la existencia. Al final, Barry deshace sus cambios en la línea de tiempo y finalmente acepta la muerte de su madre y hace un cambio menor en el pasado, lo que crea nuevas pruebas en el presente que prueban la inocencia de su padre. Después de regresar al presente y ayudar a exonerar a Henry, Barry se encuentra con Wayne, quien se ve diferente como resultado del cambio de línea de tiempo.

#### Animación
- Barry aparece en la adaptación de la película animada de una novela gráfica de Darwyn Cooke titulada  Justice League: The New Frontier, con voz de Neil Patrick Harris.
- Barry Allen aparece en la película animada JLA Adventures: Trapped In Time.
- Barry Allen aparece en la película animada Justice League: Doom, con la voz de Michael Rosenbaum.
- Barry Allen aparece en la película animada Lego Batman: The Movie - DC Super Heroes Unite, una adaptación del videojuego del mismo nombre, con Charlie Schlatter retomando su papel.
- Barry Allen aparece en The Lego Movie. Aparece como un maestro constructor que ayudó a Metal Beard en su invasión anterior en la Torre Octan, lo que lo llevó a su captura. Al final de la película, se lo ve con sus compañeros superhéroes de DC que celebran la victoria de Emmet Brickowski sobre el Kragle.
- Barry Allen es protagonista de la película animada Justice League: The Flashpoint Paradox, con la voz de Justin Chambers.
- Barry Allen aparece en la película animada Justice League: War, con la voz de Christopher Gorham.
- Barry Allen aparece en la película animada Justice League: Throne of Atlantis, con Christopher Gorham.
- Barry Allen aparece en la película animada Justice League vs. Teen Titans, con Christopher Gorham.
- Barry Allen aparece en la película animada Justice League Dark: Apokolips War, con Christopher Gorham.
- Barry Allen aparece en DC Super Hero Girls: Super Hero High como estudiante en Super Hero High. Él es expresado por Josh Keaton.
- Barry Allen aparece en The Lego Batman Movie, con la voz de Adam DeVine. Aparece como miembro de la Liga de la Justicia y fue visto en la fiesta de Superman a la que Superman olvidó invitar a Batman.
- Barry Allen aparece en DC Super Heroes vs. Eagle Talon, con la voz de Daisuke Namikawa.
- Barry como Flash hace una breve aparición en Teen Titans Go! to the Movies.
- Barry Allen / Flash aparece en Injustice, con la voz de Yuri Lowenthal.[60]
- Barry Allen / Flash aparece en Teen Titans Go! & DC Super Hero Girls: Mayhem in the Multiverse, nuevamente con la voz de Phil LaMarr.
- Barry Allen / Flash aparece en DC Liga de Supermascotas, con la voz de John Early.
- Varias versiones de Barry Allen / Flash aparecen en la película de 2024, Justice League: Crisis on Infinite Earths con la voz de Matt Bomer.

### Televisión

#### Animación
- Tuvo pequeñas aventuras en la serie rotativa de caricaturas de superhéroes incluidas en The Superman / Aquaman Hour of Adventure, con Kid Flash. Él también fue un miembro fundador de la Liga de la Justicia de América junto con Superman, Linterna Verde, el Hombre Halcón y el Átomo.

- También apareció en Super Friends para ayudar a su compañero de la Liga de la Justicia, Superman. Flash, Linterna Verde y Batman finalmente unieron fuerzas con Superman y el resto de los Súper Amigos en Super Friends (1973), The All-New Super Friends Hour, Challenge of the Super Friends, Super Friends (1980), y The Super Powers Team: Galactic Guardians, donde fue un miembro importante del súper equipo.

- Barry Allen nunca aparece oficialmente en la serie de proyectos animados del Universo Animado de DC realizados por Bruce Timm y Paul Dini. Sin embargo, él recibe referencias y es mencionado en varios episodios. Un detective de la policía en el episodio de Justice League titulado "The Brave and the Bold" tiene un parecido con Barry Allen, actuando como el "policía bueno" durante el interrogatorio de Flash. En el episodio de Justice League Unlimited titulado "Flash and Substance", el Flash de Wally West menciona a su tío "volando" para atender la dedicación de un Museo de Flash. También hay otro personaje en el mismo episodio que es el maestro de Wally en el laboratorio forense y tiene un parecido con Barry. Aunque el Flash de la serie es Wally West en nombre e imagen, él tiene muchos elementos de la historia de Barry Allen, como su origen, trabajo, ciudad, enemigos, y su estatus como el primer velocista escarlata y cofundador de la Liga de la Justicia. En la parte 1 del episodio titulado "The Brave and the Bold" cuando Flash entra en un estado de coma, él tiene unos sueños extraños; en uno, él ha ganado tanto peso que es demasiado gordo para correr, un homenaje a la edición de la Edad de Plata de The Flash nº115, y en otro tiene una cabeza gigante, un guiño a otro cómic de la Edad de Plata, The Flash nº177.

- Él hizo un cameo en "The Joining, Part Two", el final de la cuarta temporada de The Batman. Él también apareció en el episodio de la quinta temporada titulado "A Mirror Darkly", interpretado por el actor de voz Charlie Schlatter, quien repitió su papel como Flash de Superman: The Animated Series. El productor Alan Burnett dijo que aunque Flash no tuviera una identidad diferenciada en los episodios, él consideraba a este Flash particular como Barry Allen.

- Barry Allen aparece en Batman: The Brave and the Bold, con la voz de Alan Tudyk. En "Sidekicks Assemble!", él hizo un cameo con los otros miembros de la Liga de la Justicia cuando un asteroide amenaza a la Tierra. En "Requiem for a Scarlet Speedster!", él fue dado por muerto cuando estaba persiguiendo al Profesor Zoom, sólo para ser encontrado en otro período de tiempo que Zoom había conquistado. Con ayuda de Jay Garrick, Kid Flash (Wally West), y Batman, él derrota a Zoom y regresa a su período de tiempo original. En un clip de "Four Star Spectacular!", él salva a Batman del Capitán Bumerang, y le habla sobre un encuentro que acababa de tener con Mirror Master y Abra Kadabra en el camino.

- Barry Allen aparece en la serie animada de Young Justice como un miembro de la Liga de la Justicia de América, y como el mentor de Kid Flash. Él es expresado por George Eads y más tarde por James Arnold Taylor en "Endgame". Él es mostrado usando el traje de Wally en lugar de su traje original de la Edad de Plata. La edición n.º 5 del cómic tie-in del show revela que en lugar de obtener sus poderes de un extraño accidente, Barry deliberadamente recreó la explosión de laboratorio que le dio a Jay Garrick sus habilidades de velocidad en la década de 1940. La muerte de Barry en Crisis on Infinite Earths es adaptada y sustituida con la de Wally para el final de la serie, cuando los tres Flash se unen para desactivar su dispositivo Reach. Wally muere en una forma que recuerda a la muerte de Barry luchando contra el Anti-Monitor, y se refiere a él como víctima de una evitada "crisis".

- Él hizo su primera aparición en DC Super Hero Girls con la voz de Josh Keaton. Es estudiante de la Escuela Super Hero High.

- Barry Allen aparece en Justice League Action con Charlie Schlatter retomando su papel. Esta versión es miembro de la Liga de la Justicia

- También aparece en Scooby-Doo y ¿quién crees tú? episodio "One Minute Mysteries! expresado nuevamente por Charlie Schlatter. Esta versión considera a Shaggy Rogers y Scooby-Doo sus compañeros de comida rápida.

- Barry Allen / Flash aparece en la nueva serie DC Super Hero Girls de 2019, con la voz de Phil LaMarr. Asiste a la Escuela Metropolis High y es uno de los mejores amigos de Bárbara Gordon. Es miembro de los Invincibros y trabaja en Dulce Justicia.

- Barry Allen hace apariciones menores en Harley Quinn, con la voz de Scott Porter.

### Acción en vivo

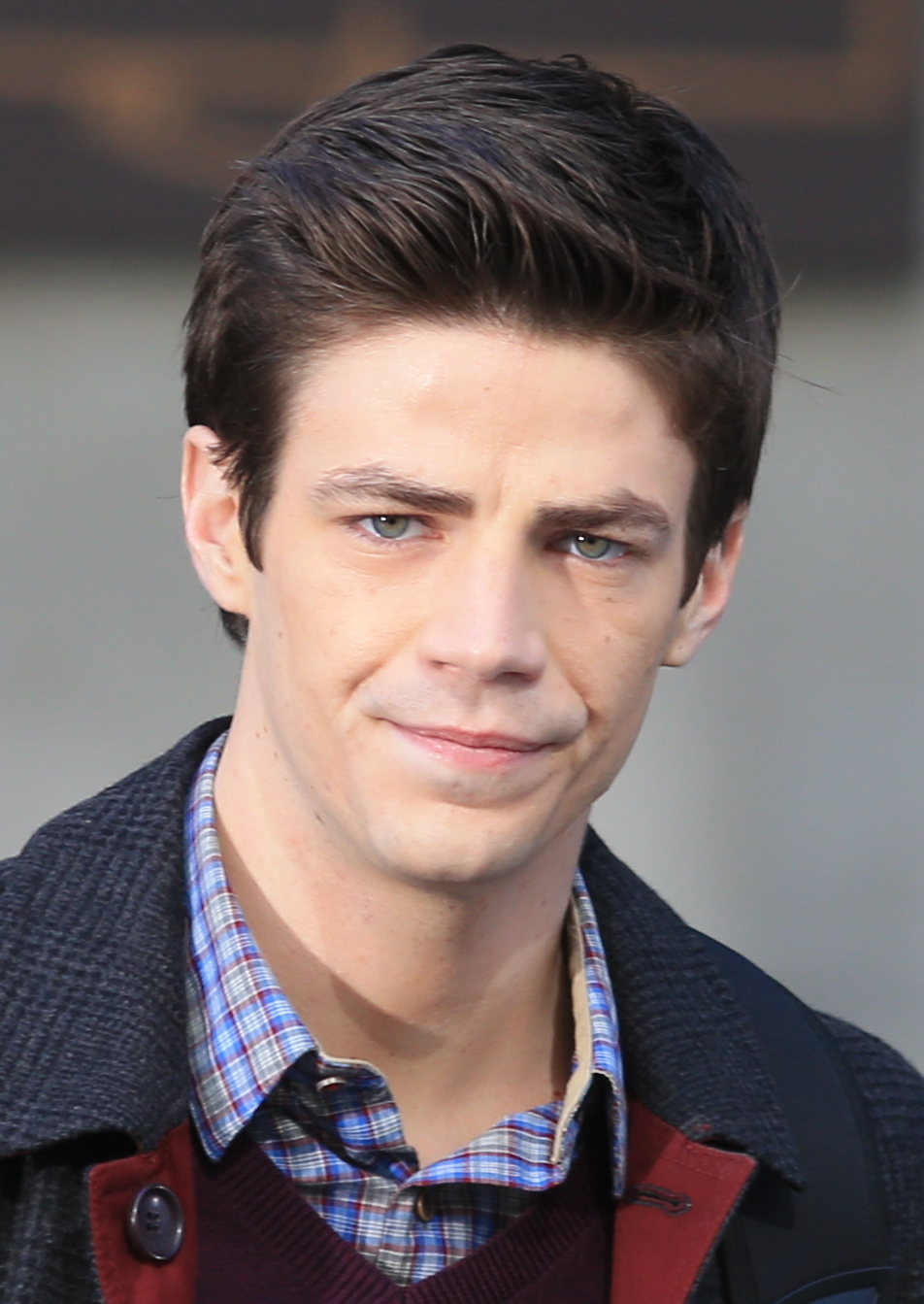
Grant Gustin personaliza al corredor en la serie The Flash (2014).

- El actor Rod Hease apareció como el Flash de Barry Allen en el especial de dos partes de 1979, Legends of the Superheroes.

- El fallido piloto de la Liga de Justicia de América de 1997 presentó al actor Kenny Johnston como un desempleado de 20 años, Barry Allen.

- Barry Allen fue Flash en la serie de televisión de acción en vivo de la década de 1990, The Flash, aunque este personaje incorporaba elementos de la vida social de Wally, así como personajes previamente inexistentes como un hermano y un sobrino. Él fue interpretado por John Wesley Shipp. Esta versión de Flash alcanza su máxima velocidad al romper la barrera del sonido, momento en el que tiene que parar a descansar. CBS originalmente quería a Jack Coleman para el papel, pero rechazó el papel para seguir una carrera en Broadway. Como un científico forense de la policía, Barry estaba trabajando en el laboratorio criminilístico en la sede del Departamento de Policía de Central City cuando un rayo cayó en su laboratorio, rociándolo con una combinación de electricidad y químicos cercanos. Él descubrió que el accidente le había dado velocidad sobrehumana. Con la ayuda de una científica de S.T.A.R. Labs llamada Christina McGee, Barry aprendió a cómo controlar sus poderes con la ayuda de un traje de buceo prototipo especial de alta mar. Cuando el hermano mayor y policía colega de Barry, Jay Allen, fue asesinado por un gánster llamado Nicholas Pike, Barry vistió una versión enmascarada del traje y se hizo llamar Flash. Después de capturar a Pike, Barry comenzó a ayudar a llevar a otros criminales ante la justicia.

- El quinto episodio de la cuarta temporada de Smallville titulado "Run", incluyó al velocista Bart Allen. Él es retratado como un adolescente egoísta que usa sus poderes para el beneficio personal, aunque al final del episodio muestra signos de cambiar sus acciones. Bart también lleva una identificación de Jay Garrick, Barry Allen y Wally West, los tres Flash en el Universo DC principal. Después de su aparición en el episodio de la sexta temporada "Justice", Bart se convierte en un personaje recurrente usando el nombre de Impulso.

##### Arrowverso
- Grant Gustin interpreta a Barry Allen en el Arrowverso.
  - Barry Allen aparece en Arrow, cuando tenía 11 años, su madre fue asesinada en una mancha amarilla controlada por una persona mientras Barry fue transportado en alta velocidad a 20 cuadras de su casa, y su padre fue arrestado por el crimen. Barry se convirtió en un científico de la policía de Central City que investiga casos extraños en un intento de probar la inocencia de su padre al encontrar al verdadero asesino, a menudo a expensas de su propio trabajo, y también idolatra a la Flecha. En los episodios de "The Scientist" y "Three Ghosts", Barry va a Starling City para investigar un crimen que puede estar conectado con el asesinato de su madre, y descubre que Oliver Queen es la Flecha después de ser reclutado para salvar su vida. Barry también se vuelve unido al apoyo informático de Oliver, Felicity Smoak, durante su tiempo en Starling City. Él también utiliza sus habilidades para ayudar a Oliver a encontrar a Cyrus Gold, el hombre detrás del crimen inicial. Barry también crea una máscara adecuada para Oliver que no afectará sus habilidades para apuntar. Él regresa a Central City, donde se ve atrapado en una explosión química en un laboratorio, causada por un rayo durante una tormenta, ésta a su vez causada por la explosión de un acelerador de partículas de S.T.A.R. Labs. Después de su accidente, Barry cae en coma. Felicity lo ha visitado en numerosas ocasiones, y cuando su condición empeoró, Barry es trasladado a S.T.A.R. Labs bajo el cuidado de Cisco Ramon y la doctora Caitlin Snow, y también es visitado por Iris West. Barry hace un cameo en el episodio premier de la tercera temporada, "The Calm", al buscar la ayuda de Oliver tras despertar de su coma, pidiéndole consejo, y unió fuerzas con el equipo una vez más en el episodio de la tercera temporada titulado "The Brave and the Bold" para ayudarlos a derrotar el agente renegado de A.R.G.U.S. llamado Capitán Bumerang. Él aparece en el final de temporada "My name is Oliver Queen" al rescatar al equipo de Oliver en Nanda Parbat y derrotar a varios miembros de la Liga de Asesinos (que fue cambio debido a la ayuda de Oliver al luchar contra el Flash Inverso).
  - En The Flash de The CW, estrenada en otoño de 2014. Cuando era niño, Barry era acosado por bravucones cuando trataba de evitar que acosaran a otros niños, lo cual su padre secretamente deseaba, aunque su madre Nora a menudo le decía que usara soluciones pacíficas. Él también era el mejor amigo de Iris West. Como fue mencionado en Arrow, una retrospectiva muestra a Nora rodeada por rayos rojos y amarillos con un hombre visto brevemente que lo transportó a 20 cuadras de distancia. Cuando Barry regresa a casa, su padre es arrestado al ver el cuerpo de su madre en el suelo. Posteriormente, Barry fue criado por el detective Joe West, padre de Iris, quien como todo el mundo nunca creyó su historia sobre una mancha que mató a su madre. Al crecer, Barry formó sentimientos amorosos hacia Iris, de los cuales ella no parecía darse cuenta, pero Barry nunca confesó cómo se sentía realmente por temor a que ella no sintiera lo mismo. En el presente, después de regresar a Starling City, Barry es golpeado por un rayo de un acelerador de partículas y cae en coma, como en Arrow, y es puesto bajo el cuidado del doctor Harrison Wells, la doctora Caitlin Snow y Cisco Ramon en S.T.A.R. Labs. Después de estar 9 meses en coma, Barry despierta y descubre que se ha convertido en un "meta-humano" y puede correr a más de 700 millas por hora, pero también descubre que otros se vieron afectados por el acelerador como él. Después de que Harrison Wells descarta su deseo de detener a los meta-humanos, Barry corre a Starling City para hablar con Oliver, ocurriendo al mismo tiempo que "The Calm" en Arrow, quien lo motiva a perseguir su deseo y convertirse en un héroe también. Barry forma un equipo con Cisco, Caitlin y el doctor Wells para ayudar a encontrar y estudiar a los otros meta-humanos y detener a los que aterrorizan la ciudad, convirtiéndose en el vigilante conocido como "Flash". Sin embargo, Joe le ha prohibido a Barry contarle a Iris sobre sus poderes, ya que no quiere que esté en peligro, con Barry vibrando su rostro y sus cuerdas vocales al encontrarse con gente que conoce bien con su traje para evitar que lo reconozcan como Flash. Barry pronto descubre que el correr rápido quema demasiadas calorías a la vez, requiriendo que Cisco le haga una serie de barras de proteínas densas en calorías para que Barry las coma con el fin de evitar hipoglucemia. A lo largo de la temporada, los sentimientos de Barry por Iris son puestos a prueba cuando ella empieza a salir con el compañero de su padre, Eddie Thawne, y finalmente cuando ellos deciden irse a vivir juntos, Barry confiesa sus sentimientos, provocando una ruptura entre ellos. Barry tiene una amistad tensa con Eddie para empezar, pero él finalmente se convierte en un amigo de confianza, a quien finalmente confía su secreto para ayudar a mantener a Iris segura. Barry también sale brevemente con Linda Park. Finalmente, Barry encuentra al hombre que mató a su madre, el Flash Inverso, pero en una pelea garantizada Barry se da cuenta de que el malvado velocista es incluso más rápido y físicamente más capaz en el combate que él. Como resultado, Barry comienza a entrenar más duro para mejorar su velocidad, pero finalmente descubre que la noche en la que Nora murió, había dos velocistas en su casa, uno siendo el Flash Inverso, y el otro Barry mismo del futuro, quien fue el que transportó a Barry a 20 cuadras de distancia, y no el Flash Inverso. Finalmente, Barry corre tan rápido que viaja a través del tiempo, lo cual utiliza para borrar los acontecimientos cataclísmicos que habrían sido causados por Mark Mardon / El Hechicero del Clima, pero su conocimiento sobre la línea de tiempo alternativa junto con nueva información lo llevan a sospechar que Harrison Wells es el Flash Inverso. Barry más tarde descubre que el verdadero Harrison Wells está muerto, y el impostor es de hecho el Flash Inverso después de que él, Caitlin y Cisco descubren su habitación con su traje, pero también encuentran un artículo del año 2024, revelando no sólo que Barry aparentemente muere, sino también que el impostor viene del futuro. Mientras está en la habitación secreta de Wells, Barry se entera de su batalla con el Flash Inverso en el futuro, así como de momentos clave en su vida, los cuales incluyen casarse con Iris, recibir una promoción en el Departamento de Policía de Central City, y que creó una conciencia artificial conocida como Gedeón en el futuro. Después de salvar a un Eddie secuestrado de Wells, ellos se enteran de que su verdadero nombre es Eobard Thawne, descendiente de Eddie, y más tarde lucha contra el Flash Inverso con la ayuda de la Flecha y Firestorm y lo derrota. Barry visita a Eobard y descubre que es del año 2151 y desprecia a Barry y, después de descubrir su identidad, viajó en el tiempo con la intención de matarlo de niño, sólo para ser frustrado por el Barry del futuro para que Eobard optara por matar a Nora para descarrilar los acontecimientos que crearon a Flash. Sin embargo, después de matarla, su velocidad se desvaneció y quedó atrapado en el siglo XXI, y el único camino a casa era Flash, por lo que asumió la identidad de Harrison Wells y completó el acelerador de partículas por sí solo. Eobard le pide ayuda en crear un agujero de gusano donde Eobard pueda regresar a su tiempo, y así darle la oportunidad de viajar en el tiempo para salvar a su madre. Barry viaja con éxito en el tiempo, pero su yo futuro le dice que no salve a su madre. En cambio, Barry se identifica y le asegura a Nora que él está a salvo en el futuro, antes de que ella muera. Barry regresa y evita que Eobard regrese a su tiempo. Antes de que Eobard pueda matar a Barry, Eddie se dispara a sí mismo, causando que Eobard, siendo revertido a su forma original, sea borrado de la existencia. El equipo es incapaz de evitar que un agujero negro sea creado, y Barry corre rápidamente hacia él en un intento de detenerlo.
  - Gustin repitió su papel para un crossover con los episodios de la serie de televisión Supergirl "Worlds Finest", "Medusa", la primera parte de "Crisis on Earth-X" y la tercera parte de "Elseworlds".[61][62]
  - Una versión animada del Flash del Arrowverso aparece en la serie animada web Vixen, la cual su voz es proveída por Grant Gustin.

### Música
- "Ballad of Barry Allen" la canción de la banda Jim's Big Ego en su álbum,  They're Everywhere . La canción retrata a Barry como un personaje trágico, cuya percepción del mundo es tan acelerada que toda la realidad parece proceder al ritmo de un caracol, lo que le lleva a caer gradualmente en la depresión. El líder de la banda, Jim Infantino, es el sobrino del cocreador de Flash (Barry Allen) Carmine Infantino, quien proporcionó la portada del mismo álbum.

### Videojuegos
- Barry Allen es un personaje jugable en Injustice: Gods Among Us, con la voz de Neal McDonough. Al principio se le ve participando en una batalla contra Lex Luthor y sus aliados villanos. En la realidad alternativa, Flash es uno de los héroes que sirven en el régimen de Superman, aunque tiene dudas sobre las verdaderas intenciones de Superman. Después de que Superman mata a Shazam cuando este último cuestiona su plan de destruir Metrópolis y Gotham City para mostrar a la humanidad que es "necesario", Flash se da cuenta de que los héroes han ido demasiado lejos y fallan. a la insurgencia de Batman. Después de que el Superman original deposite el Régimen, Barry se rinde debido a su alianza anterior con el Régimen, pero Flecha Verde le asegura que su ayuda en su derrota se mencionará en el juicio del Régimen. En el final de Flash, derrota a Superman, pero aún se siente culpable por sus acciones con el Régimen y se exilia. Para enmendarse, retoma su manto de superhéroes y comienza a combatir el crimen sin descanso en Central City, donde se le conoce como "El Fantasma".
- Barry Allen regresa como un personaje jugable en Injustice 2, ahora con Taliesin Jaffe retomando su papel de  MK vs DC . En la historia, Flash ha sido indultado de prisión en reconocimiento a su ayuda para deponer al régimen de Superman, y ahora trata de compensar su tiempo como miembro del régimen. En su capítulo jugable, Flash defiende por sí solo a Metropolis del ataque inicial de Brainiac y brevemente se enfrenta a Hal Jordan, quien está tratando de expiar sus fechorías como un partidario del Régimen, como el propio Flash. Los dos dejaron de lado sus diferencias y se unieron a la Insurgencia de Batman. Después de que Brainiac es derrotado, él se pone del lado de Batman para permitirle vivir a Brainiac para que las ciudades capturadas y perdidas puedan ser restauradas. Flash intenta detener a un Superman enfurecido pero es fácilmente derrotado. En su modo arcade que termina, Flash lanza Brainiac al final de los tiempos y entra en Speed Force, donde se reúne con otros speedsters. Juntos, se dispusieron a detener una crisis que amenaza a múltiples universos.
- Barry Allen es el Flash en el juego de video cruzado Mortal Kombat vs. DC Universe, con la voz de Taliesin Jaffe. Aparece en una variante de su traje actual. Aunque el modelo del personaje contiene ojos verdes, normalmente un signo de Wally West, así como el cinturón de doble rayo (en lugar del único cinturón de Allen), que está asociado con el de West, la sección "Bios" del juego confirma que es de hecho Allen. En el final de Flash, Flash descubrió que había mantenido un vínculo psíquico con el guerrero Liu Kang como resultado de su aura sintonía. Los dos acordaron avisarse mutuamente de cualquier violación universal cruzada. No pasó mucho tiempo antes de que Liu Kang apareciera y advirtiera a Flash sobre el inminente ataque del hechicero Quan Chi.
- Barry Allen aparece como Flash en el MMOG DC Universe Online, con la voz de Dwight Schultz. En el tráiler exclusivo de "¿En quién confías?", Parece que está recibiendo un pedido de Batman y se ejecuta cuando se le informa. Mientras corre, se detiene para ver a Hal Jordan a punto de ser asesinado por Adán Negro. Él corre allí para salvar a Hal. Antes de que pueda, sin embargo, Black Adam inicia una explosión que mata a Barry, Hal y otros héroes.
- Barry Allen era un personaje jugable en el juego multijugador de arena Infinite Crisis, con la voz de Michael Rosenbaum.
- Barry Allen fue un héroe jugable en el juego móvil MOBA que fue lanzado por Tencent Games, Arena of Valor.
- Barry Allen aparece como un personaje jugable en DC Unchained .
- El popular videojuego Fortnite: Battle Royale sacó en la tienda de objetos del juego al personaje de Flash como personaje jugable durante la temporada 5 del Capítulo 2, el cual viene con un pico dual de recolección, un emote y una pantalla de carga.

### Series Lego
- Barry Allen aparece como miembro de la Liga de la Justicia en LEGO Batman 2: Superhéroes de DC, con la voz de Charlie Schlatter.
- Barry Allen aparece como un personaje jugable en LEGO Batman 3: Beyond Gotham, con Charlie Schlatter retomando su papel. Él sirve como uno de los personajes principales de la historia.
- Barry Allen aparece en Lego Dimensions, con el papel interpretado por Charlie Schlatter. En la misión "Peleas sin fronteras", el jugador ayuda a Flash a combatir a los delincuentes en Metrópolis y Gotham City.
- Barry Allen también aparece en el recientemente lanzado Lego DC Super-Villains, con el papel retomado por Michael Rosenbaum.